# Steen Duelund
Steen Aa. Duelund (født 14. december 1943 på Frederiksberg, død 26. april 2005) var en dansk matematiker og konstruktør af lydprodukter. Duelund var kendt for sin aversion mod plastik i lydkomponenter og var fortaler for brug af naturlige materialer som sølv, silke og linolie.